# 国民储蓄
在經濟學中，国民储蓄（英語：national saving）指的是私人儲蓄和公共儲蓄之和，它等於國民收入減去消費和政府支出。

## 經濟模型

### 包含公共赤字或盈餘的封閉經濟
在一個簡單的封閉經濟體中，有三個影響GDP的因素，他們表示為：
{\displaystyle Y=C+I+G}
其中
{\displaystyle Y} 代表GDP總額
{\displaystyle C} 代表消費（consumption）
{\displaystyle I} 代表投資（investment）
{\displaystyle G} 代表政府購買（government purchase）
国民储蓄可以被視為沒有被消費以及政府支出的：
{\displaystyle {\text{National Saving}}=Y-C-G=I}
国民储蓄可以被分成兩部分，私人儲蓄和公共儲蓄。用T表示直接進入政府的消費者繳的稅，TR則表示政府的轉移支付：
{\displaystyle (Y-T+TR-C)+(T-G-TR)=I}
其中
{\displaystyle (Y-T+TR)} 代表可支配收入
{\displaystyle (Y-T+TR-C)} 代表私人儲蓄
而
{\displaystyle (T-G)} 代表公共儲蓄（即政府的稅收減去轉移支付加政府購買的服務和商品）

### 公共支出均衡的開放經濟
在開放經濟中，國際貿易被引入，所以經常收入被分為出口（export，X）和進口（import，M）
{\displaystyle {\text{Net eXports}}=NX={\text{eXports}}-{\text{iMports}}=X-M}
淨出口是未被國內需求（domestic demand）消費的一部分GDP
{\displaystyle NX=Y-(C+I+G)=Y-{\text{Domestic demand}}}
把消費、投資和政府購買移動一下位置，則得到：
{\displaystyle Y=C+I+G+NX}
國民儲蓄是未被消費或政府購買的一部分GDP：
{\displaystyle Y-C-G=S=I+NX}
因此我們可以知道，國民儲蓄（S）和投資的差等於淨出口
{\displaystyle S-I=NX}

### 包含公共赤字或盈餘的開放經濟
政府預算被引入這個模型。預算可以被分為收入（稅收，T）和支出（轉移支付，TR；政府購買，G）。收入減指出即是政府（公共）儲蓄：
{\displaystyle Y_{d}=Y-T+TR}
家庭的可支配收入為：
{\displaystyle Y_{d}=C+S_{P}}
可支配收入（disposable income，d）可被用於消費或儲蓄：
{\displaystyle S_{P}=Y_{d}-C}
所以私人（private，p）的儲蓄可以被表示為：
{\displaystyle S_{P}=Y-T+TR-C}
國家儲蓄為：
{\displaystyle Y=S_{P}+C+T-TR}
如果將之前得到的Y=C+I+G+X-M的公式帶入，則可得到：
{\displaystyle C+I+G+(X-M)=S(P)+C+T-TR}